# Aleksander (Mileant)
Aleksander, imię świeckie Aleksandr Wasiljewicz Mileant (ur. 22 lipca 1938 w Odessie, zm. 12 września 2005 w La Cañada Flintridge) – biskup Rosyjskiego Kościoła Prawosławnego poza granicami Rosji.

## Życiorys
W czasie II wojny światowej jego ojciec zaginął bez wieści; z resztą rodziny kilkuletni Aleksandr uciekł z ZSRR. Mileantowie żyli kolejno w Pradze, Rzymie, by wyjechać ostatecznie do Buenos Aires. Tam ukończył szkołę elektrotechniczną i podjął pracę w zawodzie. Od ósmego roku życia był ministrantem w cerkwiach Buenos Aires, przysługując w czasie nabożeństw zwierzchnikom eparchii południowoamerykańskiej Rosyjskiego Kościoła Prawosławnego poza granicami Rosji: Pantelejmonowi (Rudykowi), a następnie od 1956 Atanazemu (Martosowi), który zaopiekował się nim w szczególny sposób, przez trzy lata systematycznie ucząc go teologii. W tym okresie Aleksandr Mileant nauczył się języka nowogreckiego, a następnie greki klasycznej.
W latach 1963–1967 uczył się w seminarium duchownym przy monasterze w Jordanville. W czasie nauki przyjął z rąk biskupa Awerkiusza (Tauszewa) święcenia diakońskie. W tym samym roku (1966) metropolita Filaret (Wozniesienski) wyświęcił go na kapłana i wyznaczył na proboszcza parafii Opieki Matki Bożej w Los Angeles. Prowadząc pracę duszpasterską, ks. Mileant kontynuował studia w zakresie elektroniki, uzyskując w 1983 tytuł inżyniera University of Southern California. Był również autorem ponad 300 broszur poświęconych prawosławiu publikowanych w językach angielskim, hiszpańskim i rosyjskim. Prowadził witrynę internetową o podobnym charakterze.
W 1995 złożył wieczyste śluby zakonne, zachowując dotychczasowe imię. Został następnie podniesiony do godności archimandryty. 28 maja 1998 w Nowym Jorku miała miejsce jego chirotonia na biskupa Buenos Aires i całej Ameryki Południowej.
Ostatnie lata życia przeżył w Kalifornii, gdzie przechodził terapię w związku ze zdiagnozowaniem u niego raka. Zmarł w La Canada w 2005.